# Karmøy
Karmøy é uma comuna da Noruega, com 228 km² de área e 37 281 habitantes (censo de 2004), o que corresponde a uma densidade populacional de 164 hab./km².